# チョチャガチャ語
チョチャガチャ語（チベット文字：ཁྱོད་ཅ་ང་ཅ་ཁ་་; ワイリー方式：la Khyod ca nga ca kha）は、シナ・チベット語族チベット・ビルマ語派に属する言語である。ツァマン語、マパ語、ツァカリンパイ語、クルメト語、チョチャガチャカ、ツァマンカ、マパカ、ツァカリンパイカ、クルメトカとも呼ばれる。一方で、チョチャガチャカ語、ツァンカ語、マパカ語、ツァカリンパイカ語、クルメトカ語と呼ばれることもあるが、ゾンカ語同様に「カ」は「言語」をあらわす。「チョチャガチャ」とは「チョ」は「あなた」で「ガ」は「私」、全体で「あなたと私」という意味である。ブータン東部のルンツェ県、モンガル県のクリ川（クリチュ、「チュ」とは「川」の意味である。）渓谷で話されている。

## ゾンカ語との関係
チョチャガチャ語はゾンカ語と姉妹言語の関係にある。ゾンカ語が主流であるガロン人の文化の圧力下でクリ川の言語基盤に重大な損失をもたらした。

ブータンの言語分布